# Скіфський міф
Скіфський міф — етногенетичні перекази, які пов’язують походження того чи ін. "обраного" народу/нації та його культурну, цивілізаційну чи історичну місію зі скіфами. У типологічному сенсі С.м. належить до героїко-генетичних міфів із мандрівними сюжетами (див. Міф історичний), які циркулювали на теренах Східної Європи протягом середньовіччя та ранньомодерної доби, а в культурі, мистецтві та літературі побутують і донині. С.м. зазвичай спирається на поетику й естетику номадизму з апологією ідеї етнополітичного та етнокультурного опанування великого простору між Дунаєм та Доном (Скіфії, Великої Скіфії), що супроводжувалося зіткненням/взаємодією протиставленням кочової та землеробської культур у вигляді символічних міфообразів. Витоки С.м. часом приписують ранньовізантійській літописній традиції, в якій варварські народи Півн. Причорномор’я, в т. ч. слов'яни, іноді іменувалися "скіфами" чи "тавроскіфами" за відповідними античними взірцями. Досить часто С.м. фігурує в синкретичному вигляді як складова частина Сарматського чи Скіфо-Сарматського міфу (див. Сарматизм). С.м. щодо походження східних слов’ян побутує і в польських та чеських хроніках 13—14 ст.
Модерна актуалізація С.м. відбулася за часів Просвітництва завдяки популяризації знаменитої "Історії" Геродота, зокрема 4-ї книги "Мельпомена". Недаремно Північне Причорномор’я і навіть вся Східна Європа часто сприймалися просвітницькими мислителями в контексті античної традиції. Приміром, Вольтер в "Історії Росії за Петра Великого" описував недавнє минуле етногеографічними дефініціями (скіфи, Борисфен, Меотида та ін.) з обсягу античної Скіфії, а Й.-Г.Гердер навіть пророкував українцям історичну долю "нової Греції". Відтак дискусії про зв’язок скіфів зі слов’янами точилися протягом усього 18 ст., зокрема за участі М.Ломоносова, В.Тредіаковського та ін. Власне, у межах просвітницько-раціоналістичної парадигми визрівала преромантична модифікація С.м., котра асоціювалася з тезою про скіфів як "синів Природи" — "первісний" чи "незайманий" цивілізацією народ, що кристалізувалася та набула нового, месіанського сенсу саме в добу романтизму. Мотиви й теми С.м. в контексті антизахідних настроїв та рефлексій, передусім із перспективи культурного протиставлення слов’янського варварства та європейської цивілізації, кочового та осілого стилю життя, позиціонування скіфства як ідеалістичного хронотопа, своєрідного взірця для наслідування в культурних і громадських практиках "зайвих людей", "вічних скитальців", простежуються в багатьох рос. та укр. інтелектуалів, митців, поетів, художників 19 — поч. 20 ст., зокрема у творах Андрія Бєлого, О.Блока, В.Брюсова, О.Герцена, М.Гоголя, Ф.Достоєвського, С.Єсеніна, Є.Замятіна, М.Лермонтова, К.Петрова-Водкіна, С.Прокоф’єва, О.Пушкіна та ін. Напр., поширені аналогії між скіфською тактикою "випаленого простору" у війні супроти перського царя Дарія I та пожежею Москви 1812, партизанськими нападами на війська французького імператора Наполеона I Бонапарта, метафорично названими "скіфською війною". Спільні теми з обсягу С.м. та українського фольклору традиційно відшукують на полі номадизму як кочового, аскетичного способу буття, з якими асоціюють низку міфообразів — Великий Луг (Гілея), вічна ріка Дніпро-Славута (Борисфен) тощо. На цьому ґрунті поставали спроби тою чи ін. мірою пов’язати походження козацтва зі скіфами. Приміром, у літописі Г.Граб'янки походження козаків виводиться від "скіфського народу" — хозарів. Відтак Скіфія традиційно розглядалася як праукраїнський терен у писаннях ряду українських діячів, письменників та публіцистів. У рос. соціогуманітаристиці поч. 20 ст. значної популярності набула культурно-літературна течія, відома як скіфство, одним із фундаторів якої був Р.Іванов-Разумник (псевдонім Скіф). У сучасній соціогуманітаристиці скіфство розглядається як вислів культурницького радикалізму лівоесерівської інтелігенції (Р.Іванов-Разумник, М.Спиридонова були членами Партії соціалістів-революціонерів) і, заразом, як предтеча знаменитого євразійства. Вважають, що і скіфство, і євразійство запозичили низку мотивів і сюжетів С.м. (протиставлення європейському Заходу — "Старого світу" та євразійського Сходу — "Нового світу", культ. чи братської спілки азійських та слов’янських народів, естетика первісної, незайманої краси і обстоювання моральної правди, ідея вічного скитальства та пошуків ідеального тощо). С.м. справив певний вплив і на наук. студії, присвячені прабатьківщині слов’янства, зокрема у працях ряду відомих рос. учених (Б.Рибаков, О.Соболевський та інші).